# کودیاتم
کودیاتم (مالایالامی: കൂടിയാട്ടം) یک هنر سنتی ایفای نقش در کرالا، هند است. این مراسم توسط یونسکو به‌طور رسمی به عنوان بخشی از شاهکارهای شفاهی و ناملموس میراث بشری شناخته شده‌است.